# Skee-Ball

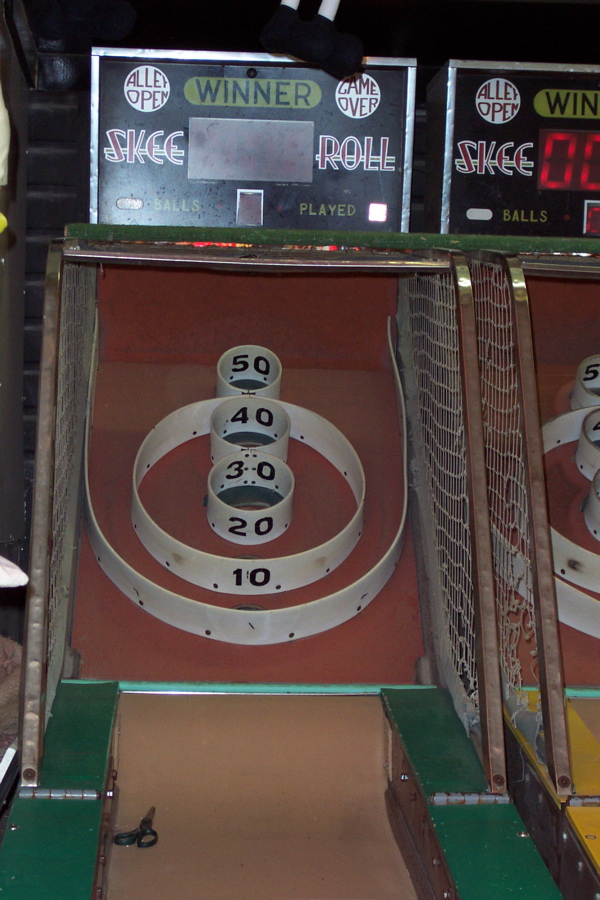
Skee ball

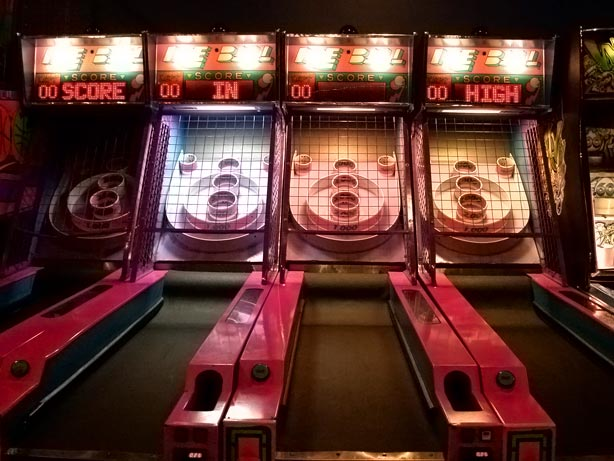
Skee ball (Variante Ice ball)

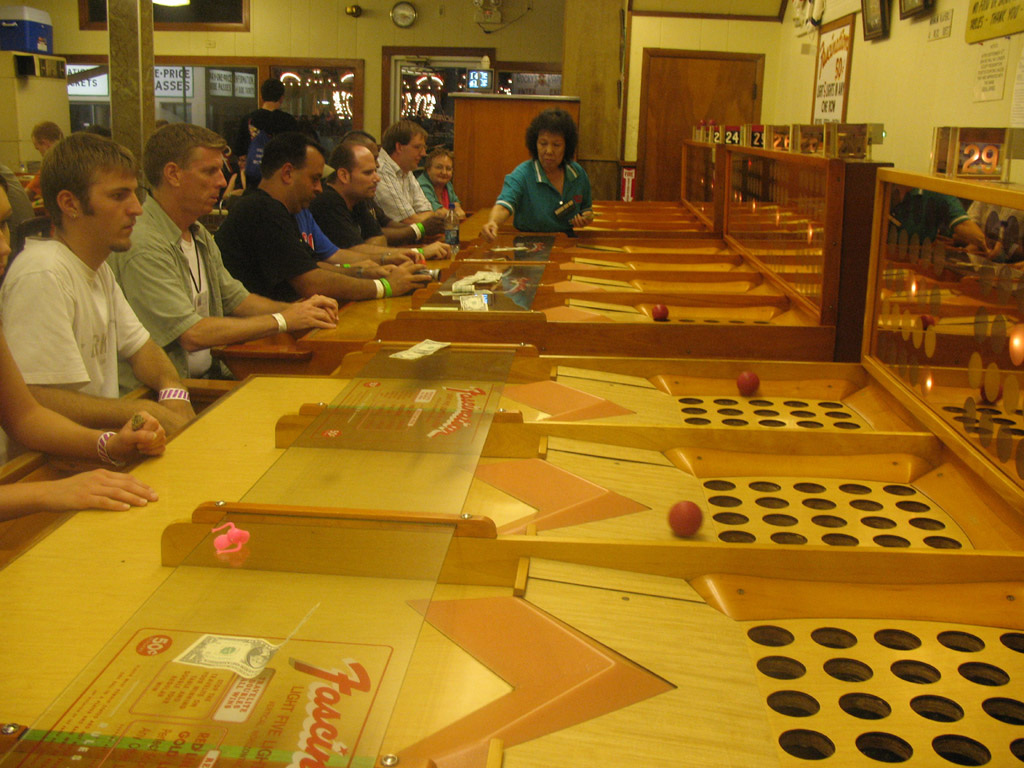
Spiel Fascination mit 25 Löchern

Skee-Ball (inoffiziell auch Skeeball, Skee Ball und Skee Roll, und auch klein geschrieben) ist ein Geschicklichkeitsspiel, das 1909 von J.D. Estes in Philadelphia erfunden wurde. 1935 wurden die Rechte von Wurlitzer erworben. Es zählt zu den ersten sogenannten Redemption-Games in den Spielhallen.

## Spielbeschreibung
Das Spielprinzip ähnelt dem des Kegelns oder Bowlings. Das Gerät besteht im vorderen, dem Spieler zugewandtem Teil aus einer ebenen, leicht ansteigenden Bahnfläche, die etwa drei Meter lang ist (Standardversion 10 oder 13 Fuß). Am hinteren Teil befindet sich eine um etwa 45 Grad geneigte, schanzenartige Rampe (ball-hop), die auf das Zielfeld mit fünf übereinanderliegenden Löchern mit erhöhten, ringförmigen Umrandungen weist. Dabei ist der direkte Wurfpfad vom Spieler zum Feld mit den Ziellöchern durch eine transparente Barriere wie eine Glasscheibe, ein Netz oder ein Gitter abgedeckt, die lediglich am unteren Rand soweit ausgeschnitten ist, dass der geworfene bzw. gerollte Ball über die Bahn zum ball-hop gelangen kann, von dem er über die Umrandungen ins Zielfeld hüpfen soll. Diese Abdeckung verhindert das direkte Einwerfen der Bälle in die Löcher.
Der Spieler muss nacheinander etwa baseballgroße Bälle (offiziell ungefähr 3 Zoll Durchmesser) hinaufrollen und eines der Löcher treffen, wobei die Punktezahl von 10 (unten) bis 50 (oben) reicht. Falls kein Loch mittig getroffen wird, rollt der Ball aufgrund der breiteren Umrandung in das untere Loch. In der Standardausführung gibt es auch Versionen mit zwei zusätzlichen 100-Punkte-Löchern, die sich links und rechts oben befinden.
Ziel ist es, möglichst viele Punkte zu erreichen. In Deutschland findet man diese Spiele meist auf der Kirmes, wo man je nach Punktezahl einen entsprechenden Preis, zum Beispiel Spielzeug, erhält.

## Varianten
Es gibt zahlreiche neuere Varianten, oft mit akustischen oder optischen Effekten; das Spielprinzip bleibt jedoch gleich. Beispielsweise
- größere oder kleinere Versionen
- Alley Hoops oder Basket Fever, mit Mini-Basketballkörben statt Löchern
- Base Hits Alley, in Baseball-Optik
- Bustin Balloons, Luftballons müssen zum Platzen gebracht werden
- Dunk N' Alien, ein sich bewegender Außerirdischer muss getroffen werden
- Scat Cats, Katzenfiguren müssen getroffen werden

Außerdem gibt es Umsetzungen als Computerspiel, so für Nintendo Wii.

## Ähnliche Redemption-Spiele
- Fascination (gerade Fläche, 25 Löcher)
- Skee Bowl, mit drei Löchern
- Luftdruckkatapult statt Ballrollen
- mechanisches Pferderennen (Steeplechase/Derby/Kamelrennen), ebenfalls mit Löchern und Bällen